# 海蔵川

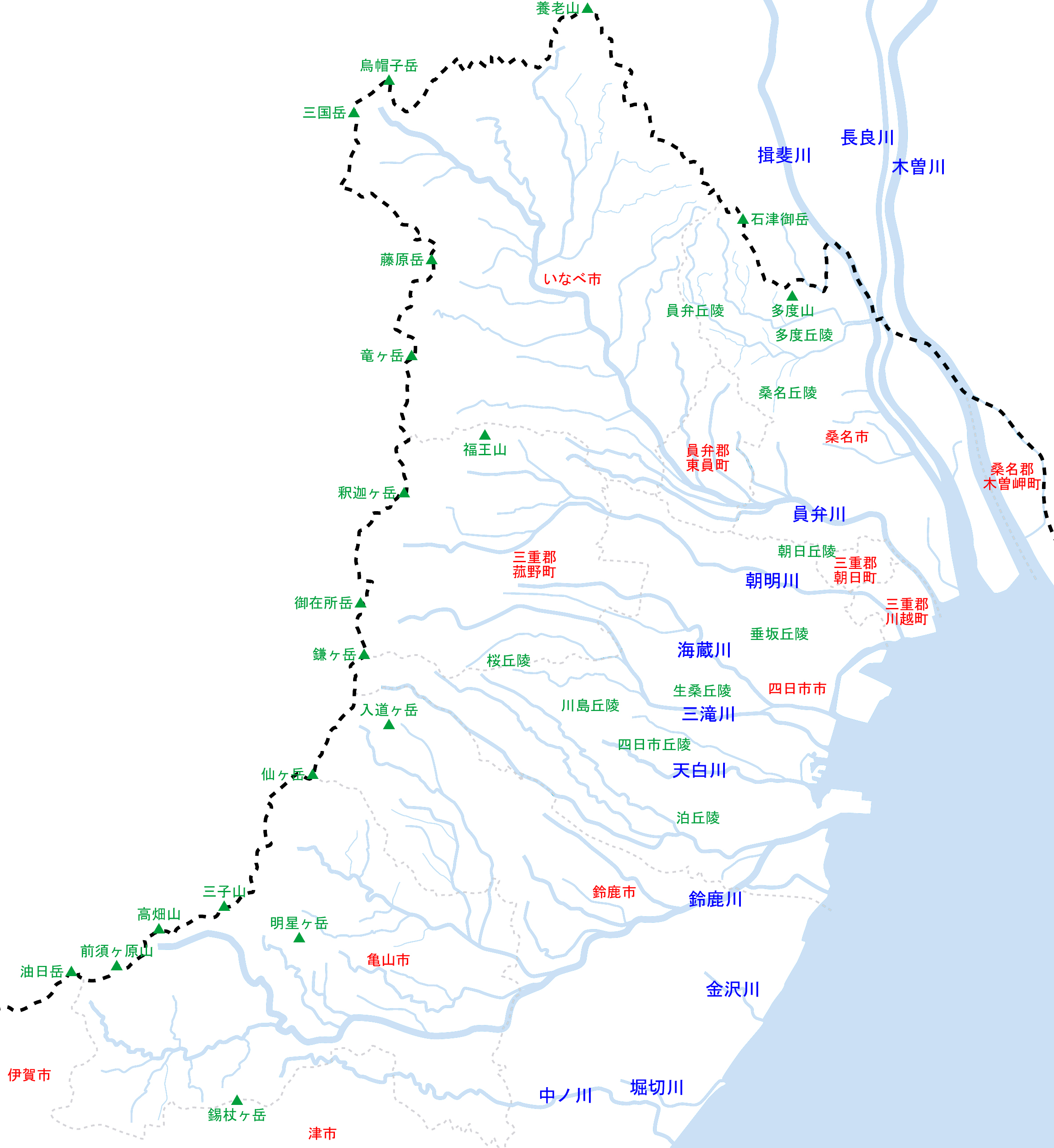
三重県北部を流れる河川の位置関係。濃い破線は県境、薄い破線は市町村境。河川名は木曽川水系以外は水系本川のみ記載。

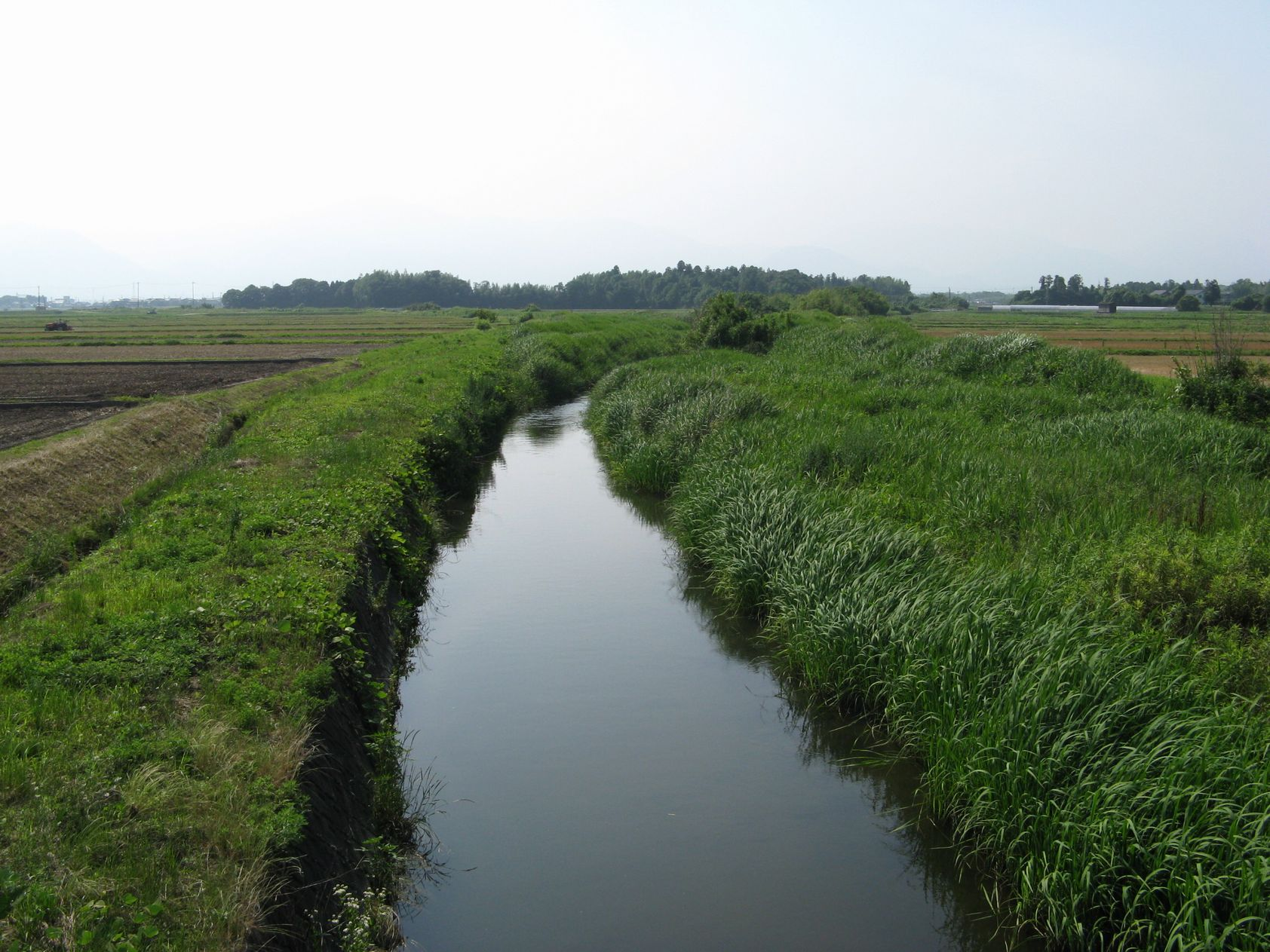
上流部　上海老橋（三重県道625号上海老高角線）から上流方を望む

海蔵川（かいぞうがわ）は、三重県北部を流れる河川。二級水系の本流である。

## 地理
鈴鹿山脈の麓に位置する三重県三重郡菰野町千草の音羽台地付近を源流として東に流れ、四日市市下海老町で竹谷川と合流し、南東に流れて伊勢湾に注ぐ。流路延長は18.7キロメートル。
流域は四日市市・菰野町の1市1町にまたがる43.8平方キロメートル。中流部から下流部周辺には南側に生桑丘陵、北側に野添北台地・岡山丘・垂坂丘陵といった高度300メートル以下の緩やかな丘陵地が分布し、南北を並行して流れる三滝川水系・朝明川水系との流域を分けている。下流部の四日市市清水町付近で三滝川から分派した三滝新川が合流する。
海蔵川の周辺は、菰野町内では鈴鹿国定公園などの森林原野が大部分を占めるが、四日市市内は臨海部に工業地帯、中流部にかけて市街地や新興住宅が広がる。住宅地を取り巻くように農業用地が広がっており、海蔵川は古くから農業用水として利用されている。

## 主な支流
二級河川と準用河川を下流側から順に記載する。
| 河川     | よみ           | 次数    | 種別     | 管理者   | 主な経過地       | 河川延長 （km） | 備考 |
| -------- | -------------- | ------- | -------- | -------- | ---------------- | --------------- | ---- |
| 海蔵川   | かいぞうがわ   | 本川    | 二級河川 | 三重県   | 四日市市、菰野町 | 18.725          |      |
| 堀川     | ほりかわ       | 1次支川 | 準用河川 | 四日市市 | 四日市市         |                 |      |
| 源の堀川 | はらのほりがわ | 2次支川 | 準用河川 | 四日市市 | 四日市市         |                 |      |
| 部田川   | へたがわ       | 1次支川 | 準用河川 | 四日市市 | 四日市市         |                 |      |
| 竹谷川   | たけたにがわ   | 1次支川 | 二級河川 | 三重県   | 四日市市、菰野町 | 7.45            |      |

関連する河川
- 三滝新川 - 並行する三滝川中流部・下流部市街地の浸水被害を防止することを目的に、三滝川の洪水の一部を海蔵川へと流すために開削された放水路[2]。河川延長0.7キロメートル。

## 流域の自治体
三重県
三重郡菰野町、四日市市

## 並行する交通
- 国道365号